# تكلفة الاحتفاظ
في مجال التسويق يشير المصطلح تكلفة الاحتفاظ إلى التكلفة الإجمالية للاحتفاظ بالمخزون. يشتمل ذلك على تكاليف التخزين مثل الإيجار والمرافق والرواتب والتكاليف المالية مثل تكلفة الفرصة البديلة وتكلفة المخزون المرتبطة بالانكماش وعدم القابلية للتخزين والتأمين.
ومثلما في نظام الإنتاج المبرمج حينما لا توجد تكاليف معاملات مقابل الشحن، فإن تكلفة الاحتفاظ تقل إلى أقصى درجة عندما لا يتوفر مخزون زائد للاحتفاظ به على الإطلاق.
ويمكن الاحتفاظ بالمخزون الزائد لأحد أسباب ثلاثة. دورة المخزون ويُحتفظ به بناءً على نقطة إعادة الطلب وتحدد المخزون الذي يجب الاحتفاظ به بغرض الإنتاج أو البيع أو الاستهلاك أثناء الفترة ما بين إعادة الطلب والتسليم. مخزون الأمان ويحتفظ به لتبرير التباين أو زيادة وقت إنتاج المورِّد أو انخفاض طلب العميل. المخزون المعنوي يحتفظ به بائعو التجزئة الذين يتعاملون مع المستهلك لإشعار المستهلك بوفرة المخزون.